# ديف إدواردز (سياسي)
ديف إدواردز (بالإنجليزية: Dave Edwards)‏ هو ضابط وسياسي أمريكي، ولد في 13 يناير 1938 في شايان في الولايات المتحدة، وتوفي في 5 يناير 2013 في دوغلاس في الولايات المتحدة بسبب سكتة. حزبياً، نشط في الحزب الجمهوري. وقد انتخب عضو مجلس نواب وايومنغ.